# ジェフ・モロー
ジェフ・モロー（Jeff Morrow,  1907年1月13日 - 1993年12月26日）は、アメリカ合衆国の俳優である。

## 来歴
1907年、ニューヨーク市生まれ。20歳の時にペンシルベニア州にある劇場の舞台からキャリアをスタート。後に第二次世界大戦時には、軍へ従軍し、退役後した1940年代にラジオや舞台で活動を再開させている。後にブロードウェイへ進出し、1950年にテレビデビュー。1953年にリチャード・バートン主演の『聖衣』で映画デビューも果たした。映画デビュー後は、大作から低予算映画まで様々な映画へ出演してキャリアを構築させ、1955年に出演したSF映画『宇宙水爆戦』では映画のキーパーソンでもある宇宙人エクセターを演じて印象を残した。その後も西部劇やドラマ映画、SF映画など様々な作品へ出演し、俳優としての確固たる地位を確立している。

### 死去
1993年12月26日に、カリフォルニア州のロサンゼルス近郊の自宅で死去。86歳だった。

## 出演作品

### 映画
- 聖衣 The Robe (1953)
- Flight to Tangier (1953)
- レッド・リバー Siege at Red River (1954)
- Tanganyika (1954)
- 異教徒の旗印 Sign of the Pagan (1954)
- 自由の旗風 Captain Lightfoot (1955)
- 宇宙水爆戦 This Island Earth (1955)
- The Creature Walks Among Us (1956)
- 最初のテキサス人 The First Texan (1956)
- 底抜け西部へ行く Pardners (1956)
- クロノス Kronos (1957)
- Hour of Decision (1957)
- 人類危機一髪! 巨大怪鳥の爪 The Giant Claw (1957)
- Copper Sky (1957)
- 砂漠の女王 The Story of Ruth (1960)
- あばずれ西部魂 Five Bold Women (1960)
- Harbor Lights (1963)
- 正常な若者 Il giovane normale (1969)
- Blood Legacy (1971)
- 吸盤男オクトマン Octaman (1971)
- Fugitive Lovers (1975)

### テレビドラマ
- The Clock (1950)
- Lights Out (1950)
- Cavalcade of America (1955)
- スタジオ・ワン Studio One (1955)
- マチネー・シアター Matinee Theatre (1956)
- ジェネラル・エレクトリック・シアター General Electric Theater (1956, 1957)
- Crossroads (1956, 1957)
- ザ・ミリオネア The Millionaire (1958)
- 幌馬車隊 Wagon Train (1960)
- ミステリー・ゾーン The Twilight Zone (1960)
- Markham (1960)
- ボナンザ Bonanza (1961)
- シャイアン Cheyenne (1962)
- ペリー・メイスン Perry Mason (1962, 1963)
- バージニアン The Virginian (1963)
- ライフルマン The Rifleman (1963)
- アイアン・ホース Iron Horse (1966)
- マイペース二等兵 Gomer Pyle: USMC (1967)
- 弁護士ジャッド Judd for the Defense (1967)
- ネーム・オブ・ザ・ゲーム The Name of the Game (1968, 1969)
- ポリス・ストーリー Police Story (1974, 1975)
- トワイライト・ゾーン The Twilight Zone (1986)